# Paul Williams (homme politique)
Pour les articles homonymes, voir Paul Williams et Williams.
Paul Daniel Williams OBE, né le 23 août 1972 à Canterbury, est un médecin généraliste (GP) et homme politique britannique, membre du Parti travailliste.
Il est député de la circonscription de Stockton Sud de 2017 à 2019.
En mai 2021, Williams se présente comme candidat du Parti travailliste lors de l'élection partielle de Hartlepool de 2021, mais perd contre Jill Mortimer du Parti conservateur.

## Jeunesse et carrière
Paul Williams est né le 23 août 1972 à Canterbury, en Angleterre. Ses parents travaillent comme enseignant et infirmier. Il fait ses premières études à la Queen's School, Wisbech (aujourd'hui Thomas Clarkson Academy) dans le Cambridgeshire. Il commence à soutenir le Parti travailliste pendant la grève des mineurs britanniques (1984-1985) et rejoint le parti alors qu'il étudie la médecine à la Newcastle University Medical School. Williams obtient également un diplôme en médecine tropicale de l'Université de Liverpool.
Après avoir obtenu son diplôme, il se spécialise en médecine générale. Avant d'entrer en politique, Williams travaille comme partenaire de GP à Stockton et est également le chef de la direction de Hartlepool et Stockton Health GP Federation, qui supervise 37 pratiques à Hartlepool et Stockton. Williams dirige également un programme de santé en Ouganda pendant cinq ans impliquant la mise en œuvre d'un régime d'assurance maladie communautaire. Il aide à la mise en place d'un hôpital communautaire près de la forêt impénétrable de Bwindi, qui fournit des services de lutte contre le VIH, le paludisme et la tuberculose.

## Carrière parlementaire
Williams est sélectionné pour se présenter dans la circonscription de Stockton South par le Parti travailliste lors des élections générales de 2017. Il a déjà figuré sur la liste restreinte pour l'élection partielle de 2013 dans South Shields. Williams est élu député avec 26 102 voix et une majorité de 888 voix sur le député sortant du Parti conservateur James Wharton qui occupait le siège depuis les élections générales de 2010. Sur les questions politiques nationales, Williams fait campagne de manière significative sur la santé publique et le NHS. Son discours inaugural porte sur l'intensification des efforts en matière de soins préventifs dans le NHS. Après l'élection, il est choisi pour faire partie du Comité spécial de la santé et préside son enquête sur la santé au cours des 1 000 premiers jours de vie.
Alors que 62% des électeurs de Stockton-on-Tees ont voté pour quitter l'Union européenne, Williams est en faveur du maintien de la Grande-Bretagne dans l'Union européenne, après avoir déclaré qu'« aucune forme de Brexit n'est meilleure que l'accord que nous avons déjà en tant que membres de l'Union européenne », et vote contre les consignes du parti travailliste à six reprises pour soutenir un deuxième référendum sur la sortie du Royaume-Uni de l'UE.
Lors de l'élection générale de 2019, il perd son siège au profit du candidat conservateur, Matt Vickers, avec un swing de 5,6% pour les conservateurs.

## Élection partielle de Hartlepool
En mars 2021, à la suite de la démission du député de Hartlepool, Mike Hill, Williams est sélectionné comme candidat du Labour pour l'élection partielle de 2021 à Hartlepool.
Williams avait été candidat du Labour au poste de commissaire à la police et au crime de Cleveland, lors d'une élection en mai 2021, mais s'est retiré pour se présenter à Hartlepool,.
Williams perd contre la candidate conservatrice Jill Mortimer par un peu moins de 7 000 voix, obtenant 28,7% contre 51,9% à Mortimer.

## Vie privée
Sa partenaire de longue date est Vicky Holt, qui travaille comme infirmière ; ils se sont mariés le 17 décembre 2020. Ils ont deux filles et vivent à Stockton. Williams continue à travailler comme médecin généraliste à Stockton pour conserver sa licence médicale pendant qu'il est député. Il retourne travailler à plein temps au NHS après avoir perdu son siège. Il est administrateur de l'ARC Theatre &amp; Arts Center, de Stockton-on-Tees et de l'organisme de bienfaisance national The Parent-Infant Foundation, et ancien membre du conseil d'administration de Catalyst, une organisation bénévole locale,,.
Williams est nommé Officier de l'Ordre de l'Empire britannique (OBE) dans les honneurs du Nouvel An 2021 pour ses services au Parlement et aux soins de santé à Stockton-on-Tees.